# Nesolestes tuberculicollis
Nesolestes tuberculicollis là loài chuồn chuồn trong họ Argiolestidae. Loài này được Fraser mô tả khoa học đầu tiên năm 1949.